# Pseudophaenocora rostratum
Pseudophaenocora rostratum är en plattmaskart. Pseudophaenocora rostratum ingår i släktet Pseudophaenocora och familjen Typhloplanidae. Inga underarter finns listade i Catalogue of Life.